# Ryūmo Ono
Ryūmo Ono (小野龍猛?, Ono Ryūmo; Tokyo, 6 gennaio 1988) è un cestista giapponese.

## Carriera
Con il Giappone ha disputato due edizioni dei Campionati asiatici (2015, 2017).